# Shiriyanetta hasegawai
Shiriyanetta hasegawai — викопний вид гусеподібних птахів родини качкових (Anatidae), що існував у плейстоцені в Східній Азії. Скам'янілі рештки знайдені на півострові Сімо-Кіта на північному сході Японії. Описаний по рештках правої плечової кістки. На думку дослідників, птах був нелітаючим.